# Eberhard I. von Berg-Altena
Eberhard I. von Berg-Altena (* um 1130; † 23. Januar 1180) war Graf von Altena (Burg Altena) von 1161 bis 1180.
Er war der Sohn von Graf Adolf II. von Berg aus dessen zweiter Ehe mit Irmgard von Schwarzenburg. Sein Bruder war Graf Engelbert I. von Berg (* 1157; † 1189), mit dem er in langjährigem Streit lag.
Bei seinem Tod wurde seine Grafschaft Altena zwischen seinen beiden ältesten Söhnen, Arnold und Friedrich, aufgeteilt.

## Ehe und Nachkommen
Er war verheiratet mit Adelheid von Cuyk-Arnsberg. Der Ehe entstammten:
- Arnold von Altena (* ca. 1150; † 1209)
- Friedrich von Berg-Altena (* ca. 1155; † 1198)
- Adolf von Altena, Erzbischof von Köln (* 1157; † 1220)
- Oda († 1224), ⚭ Graf Simon von Tecklenburg